# الشيطان (رواية)

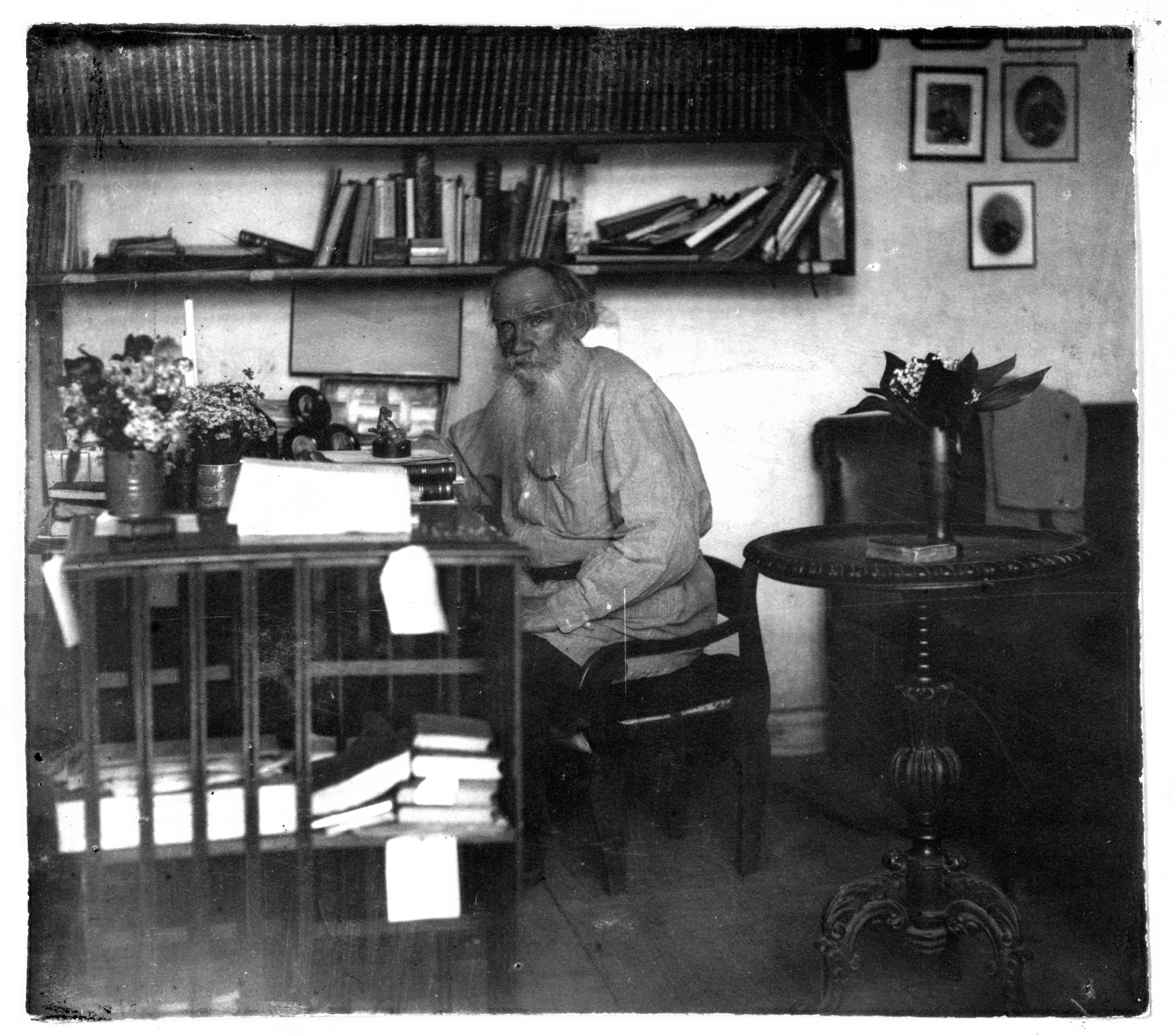
ليو تولستوي (1828 - 1910)

الشيطان (بالروسية: Дьявол) رواية للكاتب الروسي ليو تولستوي، تمت كتابتها في عام 1889، مع كتابة نهاية بديلة في عام 1909، ولكن تم نشرها بعد وفاة تولستوي في عام 1911، كما حدث مع قصة تولستوي الأخرى «سوناتا كروتزر»، التي كتب في نفس الوقت تقريبًا. تتناول رواية «الشيطان» عواقب العاطفة الجنسية. صدرت عن دار النشر ميلفيل هاوس.

## خلفية الرواية
أوضح كاتب سيرة تولستوي الذاتية «بيريوكوف» أنه ألمح في عمله إلى علاقة الحب التي عاشها تولستوي في شبابه مع أكسينجا، وهي فلاحة من جاسناجا بوليانا. لقد استوحى أيضًا من افتتانه بالطاهية دونما، وقبل كل شيء قصة أحد معارفه، قاضي التحقيق في تولا، الذي قتل عاشق الفلاح (في الواقع كانت المسودة الأولى) بعنوان "تاريخ".
جعل تولستوي ابنه «ليف جونيور» يقرأ العمل (الذي أخبره أنه منزعج من الأفكار عن النساء)، لكنه بعد ذلك أبقى المخطوطة مخفية عن زوجته داخل كرسي بذراعين. وجدته صوفي في مايو 1909 وتلا ذلك مشاجرة زوجية عنيفة.
يقول هنري تروي (كاتب سيرة تولستوي الذاتية) إن الفكرة المركزية في معظم أعمال تولستوي هي أن حياة الإنسان الحقيقية تبدأ عندما تتغلب قواه الروحية على غرائزه الحيوانية. يضيف تروي، أن تولستوي في أعماله المبكرة والمشهورة، مثل: «الحرب والسلام» و«آنا كارنينا»، لم تكن هذه الفكرة محور القصة، لكن كان الأهم هو: الحبكة - هيكل العمل - تطور الحب، ثم تغلبت فكرة الصراع بين القوة الروحية والغرائز في أعمال تولستوي اللاحقة، مثل: «كروتزر سوناتا» و «القيامة» و«الشيطان»، ويحدث النضال بقوة كاملة. يعزو تروي هذا العنصر في أعمال تولستوي باعتباره انعكاسًا لنضاله الشخصي. من مذكرات زوجته صوفي، يمكن للمرء أن يأخذ انطباع أنه كان في هذا الصراع طوال حياته، هناك العديد من الإشارات أيضاً، في قرب نهاية حياته، تفيد بأنه حاول أن يعيش راهبًا ولم يكن لديه ولع مفرط بالعلاقات الجنسية.

## ملخص الرواية
يرث الشابان، يوجين إرتينيف وشقيقه، ميراثًا كبيرًا بعد وفاة والدهم. ومع ذلك، فإن الميراث مثقل بالديون، ويجب على الإخوة أن يقرروا ما إذا كانوا سيقبلونها أم لا. يقبل يوجين الميراث ويشتري حصة أخيه، معتقدًا أنه يمكنه بيع مساحات كبيرة من الأرض مع إجراء تحسينات على الباقي. كان يوجين يعيش بمفرده مع والدته أثناء عمله في المزرعة، ويفتقد العلاقات التي كانت تربطه بالنساء أثناء إقامته في سانت بطرسبرغ. يقوم الحارس بتقديم يوجين إلى فلاحة محلية تدعى «ستيبانيدا» التي يعمل  زوجها بعيدًا عن المدينة لعدة أشهر. تنشأ علاقة بين يوجين وستيبانيدا، حيث يدفع يوجين لها في كل مرة يدعوها لفراشه. تفكر والدة يوجين أن الوقت قد حان للزواج، وتفضل الوالدة أن تكون زوجة الابن وريثة تساعدهم في سداد ديونهم. يخيب أمل الوالدة عندما يقع يوجين في حب ليزا أنينسكايا، وهي فتاة ساحرة من الطبقة الوسطى، ويتزوجها يوجين بعد أن قطع علاقته مع ستيبانيدا.
بعد عام من الزواج، توظف ليزا فلاحتين للمساعدة في أعمال النظافة، واحد منهم هو ستيبانيدا. عندما يلاحظها يوجين، تعود إليه الرغبة في معاشرتها، ولا يستطيع التوقف عن التفكير فيها، ولهذا يقرر طردها. تتعرض ليزا لسقوط مؤذ أثناء الحمل، ويأخذها يوجين للحصول على العلاج والراحة في شبه جزيرة القرم لمدة شهرين بناءً على أوامر الطبيب. تنجب ليزا ابنة، وتبدو الآفاق المالية ليوجين واعدة. توصف ممتلكاته بأنها في أفضل حالة عمل على الإطلاق، ويعتقد أنه سعيد أخيرًا.
يلاحظ يوجين رقص ستيبانيدا في مهرجان القرية، وتعود نظراتهم توقظ الرغبة بداخله. تعذب يوجين الشهوة، ويفكر في استئناف العلاقة مع ستيبانيدا، لكنه يدرك أن هذه العلاقة قد تتسبب في فضيحة كبيرة. يقول يوجين عن ستيبانيدا: «حقا، إنها شيطان، مجرد شيطان.. لقد استحوذت على نفسي ضد إرادتي». يقنع نفسه أن هناك خيارين فقط: قتل ستيبانيدا، أو قتل زوجته، ويهرب مع ستيبانيدا، ثم يفكر في خيار ثالث، وهو الانتحار. عندما تجده عائلته مقتولاً برصاصة مسدس، لا يمكنهم فهم سبب انتحاره.

## نقد وتعليقات
كتب نيكولاس ليزارد في صحيفة الجارديان في 28 يوليو 2011: «هناك جانب مضحك لهذا، خاصة من منظور حديث؛ لكن المنظور الحديث لن يكون مناسبًا هنا تمامًا. ومع ذلك، قد تعتقد أن الطريقة التي يمسح بها تولستوي الابتسامة عن وجوهنا هي طريقة متطرفة بعض الشيء؛ وها هو صاحب اللحية الكاملة، الأخلاقي الصارم الذي أصبح يُعرف به. قد زودنا بنهاية بديلة؛ والنهايتين قاتمتين».
كتب موقع ملفيل هاوس: «اشتهر ليو تولستوي برواياته الملحمية التي شرحت المجتمع ببراعة، لكن رواية الشيطان قد تكون أكثر رواياته كشفًا وإذهالًا على الإطلاق. لقد اعتقد أنه من الواضح للغاية، في الواقع، أنه أخفى المخطوطة في تنجيد كرسي في مكتبه حتى لا تجده زوجته، ولن يسمح أبدًا بنشرها في حياته... هي دراسة متألقة عن الانجذاب الجنسي والهوس البشري».
كتب موقع «ورك ان بروجرس»: «تم إعطاء نهايتين، بحيث يمكن للقارئ أن يقرر ما يناسب القصة بشكل أفضل، على الرغم من أنه كما قد تتوقع، فإن أيا منهما ليس نهاية سعيدة بشكل خاص. لكون تولستوي  شخصًا متضاربًا، ربما كان حقا في أفضل وضع لكتابة مثل هذه القصص - فهي بالتأكيد تأتي من التجربة. عليك أن تقدر المؤلف الذي يمكنه إنشاء مثل هذه الشخصيات المعقدة والمتضاربة والعيوب - كما هو الحال في الحياة الواقعية. باختصار، هذه القصة مثيرة في الغموض الأخلاقي في الحياة والعلاقات. وعليك أن تعجب بإتقان تولستوي في سرد القصص».
كتب موقع انديجو الكندي: "قرب نهاية عام 1880، عندما كان تولستوي يبلغ من العمر 52 عامًا، اقترب ذات يوم من المعلم الشاب الذي كان يعيش في منزله في ياسنايا بوليانا، وطلب منه في هياج شديد أن يقدم له خدمة. سأل المعلم، الذي رأى تولستوي متوترا جدا، عما يمكن أن يفعله من أجله. أجاب تولستوي بصوت غير جاهز: "أنقذني، أنا أسقط!"، استفسر المعلم، في حذر، عن الأمر، فأجاب تولستوي: "تغلبني الرغبة الجنسية وأشعر بنقص كامل في القوة لإعادة تدريب نفسي. أنا في خطر الاستسلام للإغراء. ساعدني!" أجاب المعلم: "أنا نفسي رجل ضعيف، كيف يمكنني مساعدك؟" "يمكنك، فقط إذا كنت لن ترفض!" "ولكن ماذا علي أن أفعل لمساعدتك؟" "هذا! تعال معي في جولاتي اليومية، سنخرج معًا ونتحدث، ولن يحدث لي الإغراء".
اختار موقع «اقتباسات من مشاهير» جملة بقلم تولستوي من رواية «الشيطان» تقول: «إن أكثر الأشخاص المختلون عقليا هم بالتأكيد أولئك الذين يرون في الآخرين دلائل على الجنون لا يلاحظونها في أنفسهم».

## وصلات خارجية
https://www.mhpbooks.com/books/the-devil/ الشيطان (رواية)
https://theanarchistlibrary.org/library/leo-tolstoy-the-devil الشيطان (رواية)
https://www.litcharts.com/lit/how-much-land-does-a-man-need/characters/the-devil الشيطان (رواية)